# Peter Abt
Peter Abt (* 6. November 1944 in Basel) ist ein ehemaliger Radsportler aus der Schweiz und Schweizer Meister im Radsport.

## Sportliche Laufbahn
Abt begann 1961 mit dem Radsport, sein erstes Rad war ein geschenktes Militärfahrrad. 1962 qualifizierte er sich für die damalige A-Klasse der Amateure in der Schweiz. 1963 gewann er das traditionelle Bergrennen von Biel nach Magglingen. 1964 siegte er in der Meisterschaft von Zürich und in der Ostschweizer Rundfahrt. Er gewann seinen ersten nationalen Titel mit seinem Verein VMC Olympia Basel und nahm an der UCI-Strassen-Weltmeisterschaft teil. Einen ausgezeichneten dritten Rang konnte er 1966 beim britischen Milk Race belegen.
1967 löste er eine Lizenz als Berufsfahrer im Schweizer Team Zimba, das damals von Ferdy Kübler geleitet wurde. Hier gelang ihm mit dem Sieg bei der Nordwestschweizer Rundfahrt (später Berner Rundfahrt) vor Hennes Junkermann auch gleich ein erster Erfolg. 1968 wurde er Vize-Meister im Strassenrennen, 1970 Dritter des Meisterschaftsrennens. Nachdem sein Team Zimba sein Engagement eingestellt hatte und eine Reamateurisierung damals nicht möglich war, beendete er im Sommer 1970 seine Laufbahn. Er fuhr jedoch weiterhin seine Wege zur Arbeitsstätte mit dem Rennrad und begann später eine zweite Karriere in der Seniorenklasse, in der er zahlreiche Siege holte.

## Berufliches
Abt absolvierte eine Ausbildung zum Autospengler. Später arbeitete er einige Jahre regelmässig als Teamguide für Freizeitradsportler bei Radferien in Spanien. Seit 2006 war er als Facility-Manager tätig.

## Familiäres
Peter Abt ist der jüngere Bruder von Werner Abt, der ebenfalls Radsportler war.